# فریدینگن آن در دانوب
شهر فریدینگن آن در دانوبدر ایالت بادن-وورتمبرگ در کشور آلمان واقع شده‌است.